# Међуречје (Ивањица)
Међуречје је насеље у Србији у општини Ивањица у Моравичком округу. Према попису из 2022. било је 118 становника (према попису из 1991. било је 142 становника).
Овде се налази Основна школа „Вучић Величковић”.

## Демографија
У насељу Међуречје живи 125 пунолетних становника, а просечна старост становништва износи 38,1 година (38,0 код мушкараца и 38,2 код жена). У насељу има 48 домаћинстава, а просечан број чланова по домаћинству је 3,25.
Ово насеље је у потпуности насељено Србима (према попису из 2002. године), а у последња три пописа, примећен је пораст у броју становника.
|  |

| Демографија | Демографија | Демографија |
| Година      | Становника  | Становника  |
| ----------- | ----------- | ----------- |
| 1948.       | 193         |             |
| 1953.       | 201         |             |
| 1961.       | 130         |             |
| 1971.       | 87          |             |
| 1981.       | 106         |             |
| 1991.       | 142         | 142         |
| 2002.       | 156         | 156         |

| Етнички састав према попису из 2002.‍ | Етнички састав према попису из 2002.‍ | Етнички састав према попису из 2002.‍ | Етнички састав према попису из 2002.‍ | Етнички састав према попису из 2002.‍ |
| ------------------------------------ | ------------------------------------ | ------------------------------------ | ------------------------------------ | ------------------------------------ |
|                                      |                                      |                                      |                                      |                                      |
| Срби                                 | Срби                                 |                                      | 156                                  | 100,0%                               |
| непознато                            | непознато                            |                                      | 0                                    | 0,0%                                 |

| Година пописа     | 1948. | 1953. | 1961. | 1971. | 1981. | 1991. | 2002. |
| ----------------- | ----- | ----- | ----- | ----- | ----- | ----- | ----- |
| Број домаћинстава | 33    | 34    | 36    | 22    | 31    | 43    | 48    |

| Број чланова      | 1 | 2  | 3  | 4  | 5 | 6 | 7 | 8 | 9 | 10 и више | Просек |
| ----------------- | - | -- | -- | -- | - | - | - | - | - | --------- | ------ |
| Број домаћинстава | 2 | 11 | 11 | 21 | 3 | 0 | 0 | 0 | 0 | 0         | 3,25   |

| Пол    | Укупно | Неожењен/Неудата | Ожењен/Удата | Удовац/Удовица | Разведен/Разведена | Непознато |
| ------ | ------ | ---------------- | ------------ | -------------- | ------------------ | --------- |
| Мушки  | 76     | 27               | 42           | 4              | 2                  | 1         |
| Женски | 58     | 8                | 42           | 6              | 2                  | 0         |
| УКУПНО | 134    | 35               | 84           | 10             | 4                  | 1         |

| Пол    | Укупно                    | Пољопривреда, лов и шумарство | Рибарство                            | Вађење руде и камена | Прерађивачка индустрија       |
| ------ | ------------------------- | ----------------------------- | ------------------------------------ | -------------------- | ----------------------------- |
| Мушки  | 35                        | 11                            | 0                                    | 0                    | 11                            |
| Женски | 32                        | 2                             | 0                                    | 0                    | 24                            |
| УКУПНО | 67                        | 13                            | 0                                    | 0                    | 35                            |
| Пол    | Производња и снабдевање   | Грађевинарство                | Трговина                             | Хотели и ресторани   | Саобраћај, складиштење и везе |
| Мушки  | 0                         | 1                             | 2                                    | 2                    | 1                             |
| Женски | 0                         | 1                             | 1                                    | 1                    | 0                             |
| УКУПНО | 0                         | 2                             | 3                                    | 3                    | 1                             |
| Пол    | Финансијско посредовање   | Некретнине                    | Државна управа и одбрана             | Образовање           | Здравствени и социјални рад   |
| Мушки  | 0                         | 0                             | 0                                    | 7                    | 0                             |
| Женски | 0                         | 0                             | 0                                    | 2                    | 1                             |
| УКУПНО | 0                         | 0                             | 0                                    | 9                    | 1                             |
| Пол    | Остале услужне активности | Приватна домаћинства          | Екстериторијалне организације и тела | Непознато            | Непознато                     |
| Мушки  | 0                         | 0                             | 0                                    | 0                    | 0                             |
| Женски | 0                         | 0                             | 0                                    | 0                    | 0                             |
| УКУПНО | 0                         | 0                             | 0                                    | 0                    | 0                             |